# Гришковецька селищна рада
Гришкове́цька се́лищна ра́да (до 1938 року — Гришковецька сільська рада) — орган місцевого самоврядування Гришковецької селищної територіальної громади Бердичівського району Житомирської області. Розміщення — селище міського типу Гришківці.

## Склад ради

### VIII скликання
Рада складається з 22 депутатів та голови.
На чергових місцевих виборах 25 жовтня 2020 року було обрано 22 депутати, з них (за суб'єктами висування): «Слуга народу» — 8, самовисування — 6, Всеукраїнське об'єднання «Батьківщина» — 5, «Сила і честь» — 3.
Головою громади обрали позапартійну висуванку «Слуги народу», чинного Гришковецького сільського голову, Ірену Лісову.

### Перший склад ради громади (2018р.)
Рада складалась з 26 депутатів та голови.
Перші вибори депутатів ради та голови громади відбулись 23 грудня 2018 року. Було обрано 26 депутатів ради, з них (за суб'єктами висування): Всеукраїнське об'єднання «Батьківщина» — 13, самовисування — 10, Рух нових сил Михайла Саакашвілі — 2, Аграрна партія України — 1 депутат.
Головою громади обрали позапартійну висуванку «Батьківщини» Ірену Лісову, чинного Гришковецького селищного голову.

### VI скликання
За результатами місцевих виборів 2010 року депутатами ради стали:

#### За суб'єктами висування
| Суб'єкт висування             | Кількість обраних депутатів | %  |
| ----------------------------- | --------------------------- | -- |
| Самовисування                 | 10                          | 50 |
| Партія регіонів               | 7                           | 35 |
| Комуністична партія України   | 2                           | 10 |
| Політична партія «Фронт Змін» | 1                           | 5  |

#### За округами
| № округу                      | Прізвище, ім'я, по батькові        | Дата визнання обраним | Освіта             | Партійна приналежність              | Відомості про обраного депутата                                                          |
| ----------------------------- | ---------------------------------- | --------------------- | ------------------ | ----------------------------------- | ---------------------------------------------------------------------------------------- |
| Комуністична партія України   |                                    |                       |                    |                                     |                                                                                          |
| 7                             | Творчук Ольга Карпівна             | 04.11.2010            | середня спеціальна | член Комуністичної партії України   | пенсіонер                                                                                |
| 13                            | Кондратенко Станіслав Анатолійович | 04.11.2010            | вища               | член Комуністичної партії України   | пенсіонер                                                                                |
| Партія регіонів               |                                    |                       |                    |                                     |                                                                                          |
| 2                             | Азімова Гульбарг Сафарівна         | 04.11.2010            | вища               | член Партії регіонів                | Гришковецька лікувальна амбулаторія, лікар-педіатр                                       |
| 8                             | Стоцький Олександр Михайлович      | 04.11.2010            | вища               | позапартійний                       | Центральна районна поліклініка, лікар-хірург                                             |
| 10                            | Литвиненко Галина Михайлівна       | 04.11.2010            | середня спеціальна | член Партії регіонів                | приватний підприємець                                                                    |
| 11                            | Несторова Валентина Вікторівна     | 04.11.2010            | вища               | позапартійна                        | Гришковецька гімназія, заступник директора з навчально-виховної роботи початкових класів |
| 14                            | Сидорчук Світлана Федорівна        | 04.11.2010            | вища               | член Партії регіонів                | Житомирська обласна державна адміністрація, інспектор                                    |
| 17                            | Онофрійчук Петро Павлович          | 04.11.2010            | середня спеціальна | член Партії регіонів                | Бердичів РЕМ, майстер дільниці                                                           |
| 19                            | Самко Тетяна Дмитрівна             | 04.11.2010            | вища               | член Партії регіонів                | Райдержадміністрація, спеціаліст                                                         |
| Політична партія «Фронт Змін» |                                    |                       |                    |                                     |                                                                                          |
| 6                             | Фартушин Сергій Станіславович      | 04.11.2010            | вища               | член Політичної партії «Фронт Змін» | ПП «Люкс», директор                                                                      |
| Самовисування                 |                                    |                       |                    |                                     |                                                                                          |
| 1                             | Дідик Руслан Володимирович         | 04.11.2010            | вища               | позапартійний                       | ЦРЛ, інженер                                                                             |
| 3                             | Стецюк Тетяна Степанівна           | 04.11.2010            | вища               | позапартійна                        | Гришковецька селищна рада, спеціаліст                                                    |
| 4                             | Продеус Людмила Антонівна          | 04.11.2010            | середня спеціальна | позапартійна                        | Гришковецька селищна рада, секретар                                                      |
| 5                             | Височинська Лілія Сергіївна        | 04.11.2010            | середня спеціальна | позапартійна                        | Гришковецька селищна рада, спеціаліст 1 категорії з бух.обліку                           |
| 9                             | Почтар Олена Петрівна              | 04.11.2010            | середня спеціальна | позапартійна                        | Гришковецький ДНЗ «Сонечко», завідувачка                                                 |
| 12                            | Поліщук Руслана Вікторівна         | 04.11.2010            | вища               | позапартійна                        | Гришковецька гімназія, секретар                                                          |
| 15                            | Цимбал Олена Сергіївна             | 04.11.2010            | незакінчена вища   | позапартійна                        | Гришковецька селищна рада, діловод                                                       |
| 16                            | Станкевич Казимир Іванович         | 04.11.2010            | середня спеціальна | позапартійний                       | Гришковецька селищна рада, інженер-землевпорядник                                        |
| 18                            | Літвін Юрій Богданович             | 04.11.2010            | вища               | позапартійний                       | Головне управління рибохорони в Житомирській області, інспектор                          |
| 20                            | Пеньковська Лариса Петрівна        | 04.11.2010            | середня спеціальна | позапартійна                        | Гришковецька селищна рада, головний бухгалтер                                            |

### Керівний склад попередніх скликань
| Прізвище, ім'я, по батькові | Основні відомості                                                | Дата обрання | Дата звільнення |
| --------------------------- | ---------------------------------------------------------------- | ------------ | --------------- |
| Стаднік Зоя Євгенівна       | Селищний голова, 1956 року народження, освіта вища               | 26.03.2006   | 31.10.2010      |
| Стаднік Зоя Євгенівна       | Селищний голова, 1956 року народження, освіта вища, позапартійна | 31.10.2010   |                 |
| Лісова Ірена Леонідівна     | Селищний голова, 1979 року народження, освіта вища, позапартійна | 23.12.2018   | 25.10.2020      |
| Лісова Ірена Леонідівна     | Селищний голова, 1979 року народження, освіта вища, позапартійна | 25.10.2020   |                 |

Примітка: таблиця складена за даними сайту Верховної Ради України

## Історія
Утворена 1923 року, як сільська рада, в складі сіл Гришківці, Малі Низгурчики та хуторів Бойків, Завідня, Олександрівка Бистрицької волості Бердичівського повіту. 20 жовтня 1938 року раду реорганізовано до рівня селищної. Тоді ж було приєднано територію ліквідованої Дмитрівської сільської ради Бердичівської міської ради. Станом на 1 вересня 1946 року на обліку перебував х. Цегельня.
Станом на 1 вересня 1946 року селищна рада входила до складу Бердичівського району Житомирської області, на обліку в раді перебували смт Гришківці, с. Дмитрівка та х. Цегельня.
Станом на 1 січня 1972 року селищна рада входила до складу Бердичівського району Житомирської області, на обліку в раді перебували смт Гришківці та с. Малі Низгірці.
До 3 січня 2019 року — адміністративно-територіальна одиниця в Бердичівському районі Житомирської області з підпорядкуванням смт Гришківці, територією 21,232 км² та населенням 4 296 осіб (1.11.2012 р.).
Входила до складу Бердичівського (Махнівського; 7.03.1923 р., 28.06.1939 р.) району та Бердичівської міської ради (15.09.1930 р.).

### Населення
Відповідно до перепису населення СРСР 17 грудня 1926 року, чисельність населення ради становила 2 898 осіб, з них, за статтю: чоловіків — 1 160, жінок — 1 238; етнічний склад: українців — 1 206, росіян — 30, євреїв — 35, поляків — 1 116, чехів — 1, інші — 10. Кількість господарств — 455.
Відповідно до результатів перепису населення СРСР, кількість населення ради, станом на 12 січня 1989 року, становила 4 632 особи.
Станом на 5 грудня 2001 року, відповідно до перепису населення України, кількість мешканців сільської ради становила 4 627 осіб.